# Falconet de collar
El falconet de collar (Microhierax caerulescens) és un ocell rapinyaire de la família dels falcònids (Falconidae) que habita boscos poc densos i terres de conreu del nord de l'Índia, Myanmar, Tailàndia, Cambodja, Laos i sud del Vietnam. El seu estat de conservació es considera de risc mínim